# Saga (insecte)
Pour les articles homonymes, voir Saga (homonymie).
Genre
Saga est un genre de sauterelles de la famille des Tettigoniidae.

## Répartition
Les espèces de ce genre se rencontrent en Europe, au Proche-Orient et en Asie centrale. 

## Liste des espèces
Selon Orthoptera Species File (30 septembre 2023) :
- Saga beieri Kaltenbach, 1967
- Saga campbelli Uvarov, 1921
- Saga cappadocica Werner, 1903
- Saga ephippigera Fischer von Waldheim, 1846
- Saga gracilis Kis, 1962
- Saga hakkarica Sirin & Taylan, 2019
- Saga hellenica Kaltenbach, 1967
- Saga ledereri Saussure, 1888
- Saga longicaudata Krauss, 1879
- Saga natoliae Serville, 1838
- Saga ornata Burmeister, 1838
- Saga pedo (Pallas, 1771)
- Saga puella Werner, 1901
- Saga quadrisignata Philippi, 1863
- Saga rammei Kaltenbach, 1965
- Saga rhodiensis Salfi, 1929
- Saga syriaca Lucas, 1864

## Systématique
Le nom valide complet (avec auteur) de ce taxon est Saga Charpentier, 1825.
Saga a pour synonyme :
- Tettigopsis Fischer von Waldheim, 1830

## Publication originale
- (la) Toussaint von Charpentier, Horae entomologicae, adjectis tabulis novem coloratis, 1825 (lire en ligne ).